# Заґродники (Мазовецьке воєводство)
Заґродники (пол. Zagrodniki) — село в Польщі, у гміні Лохув Венґровського повіту Мазовецького воєводства.
Населення — 285 осіб (2011).
У 1975-1998 роках село належало до Седлецького воєводства.

## Демографія
Демографічна структура станом на 31 березня 2011 року:
|          | Загалом | Допрацездатний вік | Працездатний вік | Постпрацездатний вік |
| -------- | ------- | ------------------ | ---------------- | -------------------- |
| Чоловіки | 149     | 33                 | 106              | 10                   |
| Жінки    | 136     | 32                 | 87               | 17                   |
| Разом    | 285     | 65                 | 193              | 27                   |